# Französische Straße
Französische Straße (pol. ulica Francuska) – ulica w Berlinie, w Niemczech, w dzielnicy Mitte, w okręgu administracyjnym Mitte. Została wytyczona w XVII wieku, liczy ok. 900 m.
Przy ulicy znajdowała się stacja metra Französische Straße na linii U6.